# My Red Book
A My Red Book Rick Astley hivatalosan kiadatlan maradt hetedik stúdióalbuma, mely eredetileg 2013 januárjában jelent volna meg. Az albumról két lemezelőzetes dal jelent meg kislemezen, a Lights Out 2010-ben és Superman 2012-ben, de a teljes nagylemez végül nem került kiadásra.

## Megjelenések
CD  Cruz Music – none
1. Superman 3:19
2. I Like The Sun	3:44
3. Let It Rain	4:29
4. Sailing	2:48
5. Saddest Day	3:31
6. Lights Out	3:15
7. Goodbye But Not The End	3:24
8. The Bitch	2:56
9. A Letter	3:53
10. Josie	4:04